# Waterschapsverkiezingen 2015
De waterschapsverkiezingen 2015 waren verkiezingen waarbij de leden van het algemeen bestuur, in de categorie van ingezetenen, van 22 van de 24 waterschappen in Nederland voor de periode van 2015 tot 2019 werden gekozen.
Deze waterschapsverkiezingen vonden plaats op 18 maart 2015. Gelijktijdig werden ook de Provinciale Statenverkiezingen en in Caribisch Nederland de eilandsraadverkiezingen gehouden. Per waterschap konden alle stemgerechtigde ingezetenen, dat wil zeggen bewoners van het beheersgebied, hun stem uitbrengen.
De vorige keer dat er landelijk verkiezingen waren voor de waterschappen was in 2008. Daarna zijn er nog wegens fusies verkiezingen gehouden voor de nieuwe waterschappen Scheldestromen (2010) en Vechtstromen (2013). Vanwege de recent gehouden verkiezing deed Vechtstromen niet mee in 2015.
De verkiezingen in 2015 waren de eerste waterschapsverkiezingen die op dezelfde wijze worden gehouden als en gecombineerd met "gewone" verkiezingen zoals voor gemeenteraden, Provinciale Staten en Tweede Kamer. Hiertoe werd in 2014 een wet, de Wet aanpassing waterschapsverkiezingen, vastgesteld die de Waterschapswet en de Kieswet wijzigde. Bij de eerste verkiezingen voor partijen kon men tussen 13 en 25 november 2008 stemmen per post. De regering stelde dit andere systeem voor omdat bij vorige verkiezingen de opkomst laag en het aantal ongeldig ingevulde stembiljetten hoog was. De verkiezingen zouden eigenlijk in 2012 gehouden worden, maar waren door de discussie en aanpassingen uitgesteld tot 2015. De gemeenten zijn verantwoordelijk voor de organisatie van de verkiezingen. Doordat de grenzen van de waterschappen en van de gemeenten niet gelijk lopen, kon er in sommige gemeenten in verschillende wijken voor verschillende waterschappen gestemd worden.
Naast de zetels voor de categorie ingezetenen, de meerderheid, zijn er in de algemene besturen ook zogenaamde "geborgde" zetels voor groepen met specifieke belangen zoals de grondbezitters oftewel ingelanden. Deze bestuursleden worden niet gekozen, maar benoemd door de Land- en Tuinbouworganisatie (LTO), de Kamer van Koophandel en de Vereniging van Bos- en Natuurterreineigenaren (VBNE).

## Opkomst
|                   | 2008       | 2008      | 2015       | 2015  |
| # stemmen         | %          | # stemmen | %          |       |
| ----------------- | ---------- | --------- | ---------- | ----- |
| Kiesgerechtigden  | 12.952.510 |           | 12.814.042 |       |
| Niet opgekomen    | 10.014.964 | 77,32     | 7.239.722  | 56,50 |
| Opkomst           | 2.937.546  | 22,68     | 5.574.320  | 43,50 |
| Ongeldige stemmen | 284.549    | 9,69      | 44.833     | 0,80  |
| Blanco stemmen    | 284.549    | 9,69      | 146.053    | 2,62  |
| Geldige stemmen   | 2.652.997  | 90,31     | 5.383.434  | 96,58 |

## Uitslagen per waterschap naar partij
In totaal waren bij deze verkiezingen 444 zetels in 22 waterschappen verkiesbaar. Deze werden als volgt verdeeld:
| Waterschap                     | Aantal zetels per partij | Aantal zetels per partij | Aantal zetels per partij | Aantal zetels per partij | Aantal zetels per partij | Aantal zetels per partij | Aantal zetels per partij | Aantal zetels per partij | Aantal zetels per partij | Aantal zetels per partij | Aantal zetels per partij | Aantal zetels per partij |
| Waterschap                     | WN                       | CDA                      | VVD                      | PvdA                     | AWP                      | 50+                      | WB                       | CU                       | SGP                      | PvdD                     | overig                   | totaal                   |
| ------------------------------ | ------------------------ | ------------------------ | ------------------------ | ------------------------ | ------------------------ | ------------------------ | ------------------------ | ------------------------ | ------------------------ | ------------------------ | ------------------------ | ------------------------ |
| Noorderzijlvest                | 4                        | 2                        | 2                        | 2                        | 1                        | 0                        | -                        | 2                        | -                        | 1                        | 2                        | 16                       |
| Fryslân                        | 3                        | 3                        | 2                        | 2                        | -                        | 0                        | -                        | 2                        | -                        | 1                        | 5                        | 18                       |
| Hunze en Aa's                  | 4                        | 2                        | 2                        | 2                        | 2                        | 1                        | -                        | 1                        | -                        | 2                        | -                        | 16                       |
| Reest en Wieden                | 2                        | 3                        | 3                        | 2                        | 2                        | 1                        | -                        | 2                        | -                        | -                        | -                        | 15                       |
| Groot Salland                  | 5                        | 3                        | 2                        | -                        | 1                        | -                        | -                        | 3                        | 1                        | -                        | 2                        | 17                       |
| Zuiderzeeland                  | 6                        | 2                        | 2                        | -                        | 2                        | 2                        | -                        | 1                        | 1                        | -                        | 2                        | 18                       |
| Vallei en Veluwe               | 3                        | 3                        | 3                        | 3                        | 2                        | 1                        | -                        | 3                        | 3                        | -                        | 2                        | 23                       |
| Rijn en IJssel                 | 5                        | 6                        | 3                        | 3                        | 1                        | 1                        | -                        | -                        | -                        | -                        | 3                        | 22                       |
| De Stichtse Rijnlanden         | 6                        | 3                        | 4                        | 3                        | 1                        | -                        | -                        | 1                        | 1                        | 3                        | 1                        | 23                       |
| Amstel, Gooi en Vecht          | 4                        | 3                        | 5                        | 5                        | 0                        | 1                        | -                        | 0                        | 0                        | 3                        | 2                        | 23                       |
| Hollands Noorderkwartier       | 4                        | 4                        | 4                        | 3                        | 1                        | 1                        | -                        | 0                        | 0                        | -                        | 6                        | 23                       |
| Rijnland                       | 3                        | 4                        | 4                        | 3                        | 2                        | 1                        | -                        | 2                        | 2                        | 2                        | 0                        | 21                       |
| Delfland                       | 3                        | 3                        | 4                        | 3                        | 4                        | 1                        | -                        | 1                        | 1                        | 2                        | -                        | 21                       |
| Schieland en de Krimpenerwaard | 4                        | 3                        | 4                        | 3                        | 1                        | 2                        | -                        | 2                        | 2                        | -                        | 2                        | 21                       |
| Rivierenland                   | 3                        | 4                        | 3                        | 3                        | 1                        | 1                        | -                        | 2                        | 2                        | 1                        | 2                        | 22                       |
| Hollandse Delta                | 2                        | 3                        | 2                        | 2                        | 1                        | 1                        | -                        | 1                        | 2                        | -                        | 7                        | 21                       |
| Scheldestromen                 | 2                        | 4                        | 3                        | 2                        | 1                        | 1                        | -                        | 1                        | 3                        | -                        | 6                        | 23                       |
| Brabantse Delta                | 3                        | 4                        | 4                        | 2                        | 1                        | 2                        | -                        | -                        | -                        | -                        | 7                        | 23                       |
| De Dommel                      | 6                        | 5                        | 4                        | 4                        | 1                        | 2                        | -                        | -                        | -                        | -                        | 1                        | 23                       |
| Aa en Maas                     | 6                        | 7                        | 4                        | 2                        | 2                        | 2                        | -                        | -                        | -                        | -                        | -                        | 23                       |
| Peel en Maasvallei             | 3                        | -                        | 1                        | -                        | -                        | 1                        | 11                       | -                        | -                        | -                        | -                        | 16                       |
| Roer en Overmaas               | 3                        | -                        | 1                        | -                        | -                        | 1                        | 11                       | -                        | -                        | -                        | -                        | 16                       |
| totaal                         | 84                       | 71                       | 66                       | 49                       | 27                       | 23                       | 22                       | 19                       | 13                       | 15                       | 50                       | 444                      |
| totaal                         | 84                       | 71                       | 66                       | 49                       | 27                       | 23                       | 22                       | 5                        |                          | 15                       | 50                       | 444                      |
| t.o.v. 2008                    | -8                       | -2                       | +13                      | -4                       | 0                        | +23                      | 0                        | +2                       | -3                       | +7                       | -23                      | +8                       |
| t.o.v. 2008                    | -8                       | -2                       | +13                      | -4                       | 0                        | +23                      | 0                        | +3                       |                          | +7                       | -23                      | +8                       |

Een "-" in de tabel betekent dat de betreffende partij bij de verkiezingen van 2015 in het betrokken waterschap geen kandidatenlijst heeft ingediend.